# Kreis Giubiasco
Der Kreis Giubiasco bildete bis zum 1. April 2017 zusammen mit den Kreisen Bellinzona und Ticino den Bezirk Bellinzona des Kantons Tessin in der Schweiz. Der Sitz des Kreisamtes war in Giubiasco. Der Kreis wurde nach der Fusion der Gemeinden Camorino, Claro, Giubiasco, Gnosca, Gorduno, Gudo, Moleno, Monte Carasso, Pianezzo, Preonzo, Sant’Antonio und Sementina mit Bellinzona durch den Kreis Sant’Antonino ersetzt.

## Gemeinden
Der Kreis setzte sich aus folgenden Gemeinden zusammen:
| Wappen        | Name der Gemeinde | Einwohner (31. Dez. 2016) | Fläche in km² | BFS-Nr |
| ------------- | ----------------- | ------------------------- | ------------- | ------ |
| Cadenazzo     | Cadenazzo         | 2855                      | 8,5           | 5003   |
| Camorino      | Camorino          | 2809                      | 8,3           | 5004   |
| Giubiasco     | Giubiasco         | 8751                      | 6,2           | 5005   |
| Isone         | Isone             | 384                       | 12,9          | 5009   |
| Pianezzo      | Pianezzo          | 605                       | 8,0           | 5014   |
| Sant’Antonino | Sant’Antonino     | 2452                      | 6,6           | 5017   |
| Sant’Antonio  | Sant’Antonio      | 234                       | 33,6          | 5018   |

Arbedo-Castione |
Bellinzona |
Sant’Antonino
Ehemalige Kreise:
Giubiasco |
Ticino
Kanton Tessin |
Bezirke der Schweiz |
Gemeinden des Kantons Tessin